# Джозеф Стілвелл
Джозеф Воррен Стілвелл (англ. Joseph Warren Stilwell, 19 березня 1883 — 12 жовтня 1946) — генерал армії США, учасник Другої світової війни.
Закінчив Військову академію США у Вест-Пойнті.
У міжвоєнний період Стілвелл тричі побував в Китаї, де навчився швидко говорити китайською, а з 1935 по 1938 роки був військовим аташе при дипломатичній місії США в Пекіні.
Перед вступом США в Другу світову війну Стілвелл був визнаний кращим командиром корпусу в армії США, і був спочатку обраний для підготовки і проведення висадки союзників у Північній Африці. Однак коли виявилося необхідним для запобігання виходу Китаю з війни відправити туди офіцера високого рангу, вибір президента Рузвельта і голови Об'єднаного комітету начальників штабів Маршалла припав саме на Стілвелла. Він став начальником штабу генералісимуса Чан Кайші, командувачем Китайсько-Індійсько-бірманського театру військових дій, відповідав за постачання в Китай по системі ленд-лізу, а пізніше — заступником командувача на Південно-Східно-Азійському театрі військових дій.